# Apollonius Rhodius
Apollonius Rhodius of Apollonius van Rodos (Grieks: Ἀπολλώνιος Ῥόδιος, Apollṓnios Rhódios) was een bibliothecaris in Alexandrië en een Griekse epische dichter. Hij schreef de Argonautica, een literair epos over oude mythen rond Iason en de queeste van de Argonauten naar het Gulden Vlies, waaraan dit werk zijn naam dankt, in het mythische land Colchis.

## Leven

### Levensloop
Volgens de overleveringen werd Apollonius geboren in Alexandrië, waarschijnlijk rond 295 v.Chr. Hij kreeg een verzorgde opvoeding aan de Bibliotheek van Alexandrië (hij was leerling van Callimachus). Callimachus zelf verwees in de laatste regels van zijn Hymne aan Apollo naar Apollonius. De datum van de publicatie van de Hymne aan Apollo is bekend (248 of 247 v.Chr.), waardoor men de geboorte van zijn leerling Apollonius zo'n twintig jaar eerder kan situeren.
Apollonius Rhodius trachtte in zijn belangrijkste werk, de Argonautica, van de van Callimachus geleerde artificiële stijl af te stappen en tot zijn eigen, op de homerische eenvoud gebaseerde stijl te komen. Hij droeg zijn werk voor terwijl hij amper volwassen was, maar het gedicht kreeg weinig bijval van de door Callimachus gedomineerde omgeving in de Bibliotheek van Alexandrië.
De relatie tussen beide dichters, de jonge Apollonius en de oudere Callimachus, verslechterde en eindigde in een bittere, persoonlijke ruzie. De werksfeer werd zo slecht dat Apollonius woedend vertrok naar Rodos. Daar kon hij, door hard te werken als leerkracht in de retorica en door de heruitgave van zijn gedicht, het burgerschap van het eiland verkrijgen, waardoor hij zijn bijnaam Rhodius, van Rodos, kreeg.
Nadien keerde hij terug naar Alexandrië, waar hij zijn gedicht nogmaals voordroeg, maar deze keer met overweldigend succes. Geëerd werd hij wel, vooral door zijn benoeming tot hoofd van de Bibliotheek in Alexandrië. Hij legde zijn ruzies met Callimachus bij, en werd later naast hem begraven. Apollonius was de voorganger van  Eratosthenes als hoofd van de Bibliotheek van Alexandrië.
Hij stierf rond 215 v.Chr.

### Nuance
Over het leven van Apollonius is weinig bekend. De belangrijkste bronnen over de hellenistische schrijver zijn een hoofdstuk uit de Suda, een 10e-eeuwse Byzantijnse encyclopedie, twee korte aanhangsels bij de scholia van de Argonautica en een verwijzing op een beschadigde en corrupte papyrus, een lijst met namen van bibliothecarissen in de Ptolemeïsche bibliotheek in Alexandrië.
Men kan zich vragen stellen bij zijn al dan niet geromantiseerde, bibliografische verhaal. Het verhaal dat Apollonius na een vroege literaire nederlaag met de Argonautica  in ballingschap terugkeerde naar Rodos, om daarna als glorieuze held terug ontvangen te worden in Alexandrië, is mogelijk fictie, verzonnen om Apollonius Rhodius en Apollonius Eidographus uit elkaar te houden in de lijst van bibliothecarissen.
Geleerden als Mary R. Lefkowitz gaan zelfs zo ver alles wat men over Apollonius weet, in twijfel te trekken - in het bijzonder de twist met Callimachus. De laatste had, inderdaad, enkele literaire geschillen, maar of deze specifiek met Apollonius waren, wordt betwist. Daarnaast vindt men Apollonius ook niet in de lijst met namen van de vijanden van Callimachus, de Telchines. Enkel indirecte bronnen zijn over het werkelijke geschil te vinden.
Deze haat werd beschreven in enkele epigrammen die toegeschreven werden aan ‘een Apollonius’. Of dit dan een epigram van Apollonius Rhodius of van een andere grammaticus met dezelfde naam, wordt in twijfel getrokken.

A.P. 11.275   "ΑΠΟΛΛΩΝΙΟΥ  ΓΡΑΜΜΑΤΙΚΟΥ
                            Καλλίμαχος το κάθαρμα· τὸ παίγνιον· ὁ ξύλινος
                            νοῦς. αἴτιος ὁ γράψας Αἴτια Καλλίμαχος."

                       APOLLONIOS (GRAMMATICUS)
                           Callimachus, jij stuk vuil, jij troetelbeertje, jij domkop.
                           De oorzaak hiervan is de auteur van de ‘Oorzaken’: Callimachus

Verder vindt men tussen beide dichters gelijkenissen wat betreft stijl, opstelling en thema’s. De Argonautica en de Aetia (‘Oorzaken’), Hecale en de hymnes van Callimachus zijn doorspekt met intertekstuele allusies en echo’s op en van elkaar. Daarnaast moet ook aangehaald worden dat variatio een belangrijk element was in de Alexandrijnse poezië, waardoor er ook fundamentele verschillen zijn tussen de twee dichters zelf.

## Werken

### Argonautica
De Argonautica  is een hexametrisch epos en een bewerking van de mythe van Jason en de Argonauten. Het werk is geschreven in de taal en het metrum van Homerus. Typisch hellenistisch, echter, is het gebruik van variatio.

### Andere werken
Behalve de Argonautica zou Apollonius nog enkele werken geschreven hebben, maar die zijn niet bewaard. Daartoe behoren Kanondos, een choliambisch gedicht en enkele hexametrische gedichten over een Egyptische legende, vernoemd naar de scheepsman van Menelaos, en de stichtingen van steden, zoals Kaunos, Alexandrië, Naucratis, Rodos en Cnidus. Slechts 33 verzen zijn overgeleverd.

## Invloed
Met het epos Argonautica heeft Apollonius de standaardversie van de mythe van de Argonauten vastgelegd. Zijn eerste versie werd, volgens de overlevering, niet goed onthaald, maar de door Apollonius aangepaste versie, zou in zijn eigen tijd groot succes gekend hebben. [MC9] Jammer genoeg is de eerste versie niet overgeleverd, waardoor vergelijken onmogelijk wordt. Het werk genoot een zekere populariteit in de late oudheid, en werd waarschijnlijk ook vaak in scholen gelezen.
Na zijn dood vertaalde Publius Terentius Varro, een Romeinse dichter uit de eerste eeuw v.Chr. de Argonautica naar het Latijn.